# Acanthodelta balteata
Acanthodelta balteata är en fjärilsart som beskrevs av Joannis 1912. Acanthodelta balteata ingår i släktet Acanthodelta och familjen nattflyn. Inga underarter finns listade i Catalogue of Life.